# Füzesabony
Füzesabony  este un oraș în districtul Füzesabony, județul Heves, Ungaria, având o populație de 8.037 de locuitori (2011). 

## Demografie
Componența etnică a orașului Füzesabony
     Maghiari (93,95%)
     Romi (4,6%)
     Necunoscut (0,5%)
     Alții (0,95%)
Componența confesională a orașului Füzesabony
     Romano-catolici (46,31%)
     Fără religie (14,66%)
     Reformați (3,46%)
     Necunoscută (34,4%)
     Alte religii (3,21%)
Conform recensământului din 2011, orașul Füzesabony avea 8.037 de locuitori. Din punct de vedere etnic, majoritatea locuitorilor (93,95%) erau maghiari, cu o minoritate de romi (4,6%). Apartenența etnică nu este cunoscută în cazul a 0,5% din locuitori. Nu există o religie majoritară, locuitorii fiind romano-catolici (46,31%), persoane fără religie (14,66%) și reformați (3,46%). Pentru 34,4% din locuitori nu este cunoscută apartenența confesională.